# C13H16FNO
化学式C13H16FNO（摩尔质量：221.28 g/mol）可以指：
- 氟脱氯氯胺酮
  - 3-氟脱氯氯胺酮，CAS号：2657761-23-2 
  - 氟胺酮（2-氟脱氯氯胺酮），CAS号：111982-50-4
- 2-氟-4-(氮杂环庚-1-基)苯甲醛，CAS号：847667-47-4
- N-环己基-4-氟苯甲酰胺，CAS号：2342-50-9
- 1-(4-氟苄基)哌啶-4-甲醛，CAS号：333363-88-5